# Mario Guidotti
Mario Guidotti (Montepulciano, 12 ottobre 1923 – Roma, 21 agosto 2011) è stato un giornalista e saggista italiano.

## Biografia
Laureato in Lettere all'Università La Sapienza di Roma, fu per qualche tempo assistente di Natalino Sapegno.
Membro dell'Azione Cattolica assieme ad Aldo Moro, partecipò alla lotta di liberazione durante la guerra.
Divenuto giornalista, nel 1963 fu assunto alla Camera dei deputati come capo ufficio stampa, affiancando nel tempo diversi Presidenti tra i quali Brunetto Bucciarelli-Ducci, Sandro Pertini, Nilde Iotti, Pietro Ingrao e Giorgio Napolitano. Alla Camera restò fino al 2010 come responsabile della rassegna stampa culturale.

Critico letterario e teatrale, il suo nome è legato al Teatro Povero di Monticchiello, da lui fondato e diretto per dodici anni. Inventò la formula dell'Autodramma ispirata a Jerzy Grotowski.
Fu il fondatore del premio giornalistico e letterario "Barbi Colombini", dedicato al Brunello di Montalcino.
Appassionato d'arte, organizzò mostre in Italia e all'estero: la più famosa “Forme nel verde” (San Quirico d'Orcia) dove nel giardino rinascimentale disegnato da Michelangelo, gli Horti Leonini, metteva in mostra la scultura informale degli anni settanta di artisti come Pietro Cascella, Mirella Forlivesi, Matthew Spender, Pasquale Basile, Carmelo Cappello, Lorenzo Guadagnucci, Kurt Laurenz Metzler, Costantino Nivola.
Scrisse fra l'altro: Un'aurora dall'Amiata, Lo scrittore disintegrato, che ricevette un'encomiabile critica di Eugenio Montale sul "Corriere della Sera", Essere e dire, Il romanzo toscano e Mario Pratesi, Il centro e il labirinto, quasi tutte edite da Vallecchi e Newton Compton; e Minuzie personali e nequizie universali , una raccolta di tutti i suoi “libretti”, scritti per gli amici dal 1990 al 2010.
Sposato a Elena Calivà, generò con lei tre figlie, Simonetta, Ilaria e Laurentina, attrice e produttrice cinematografica.

## Opere
- Lo scrittore disintegrato, Firenze, Vallecchi, 1961.
- Essere e dire, Firenze, Vallecchi, 1973.
- Il romanzo toscano e Mario Pratesi, Firenze, Vallecchi, 1983.
- Il centro e il labirinto: Fra mito e futuro, Firenze, Shakespeare and Company, 1994.